# Sénat von Beust II
Ville libre et hanséatique de Hambourg
von Beust I von Beust III
Le sénat von Beust II (Senat von Beust II) était le gouvernement de la ville libre et hanséatique de Hambourg du 17 mars 2004 au 7 mai 2008, durant la 18e législature du Bürgerschaft. Dirigé par le premier bourgmestre chrétien-démocrate Ole von Beust, il était soutenu par la seule Union chrétienne-démocrate d'Allemagne (CDU), qui disposait de la majorité absolue au parlement régional.
Il fut formé à la suite des élections régionales anticipées du 29 février 2004, au cours desquelles la CDU a acquis la majorité absolue, et succédait au sénat von Beust I.
La CDU ayant perdu sa majorité absolue aux élections régionales du 2 avril 2008, elle s'allia avec les Verts-Liste alternative (GAL), permettant la formation du sénat von Beust III.

## Composition
| Portefeuille | Nom                     | Nom                                   | Parti |
| --- | ----------------------- | ------------------------------------- | ----- |
| Premier bourgmestre |                         | Ole von Beust                         | CDU   |
| Sénatrice pour les Affaires sociales et la Famille Sénatrice pour les Affaires sociales, la Famille, la Santé et la Protection des consommateurs (01.05.2006) Second bourgmestre |                         | Birgit Schnieber-Jastram              | CDU   |
| Sénatrice pour l'Éducation et les Sports |                         | Alexandra Dinges-Dierig               | Sans  |
| Sénateur pour l'Intérieur |                         | Udo Nagel                             | Sans  |
| Sénateur pour le Développement urbain et l'Environnement |                         | Michael Freytag (jusqu'au 17.01.2007) | CDU   |
| Sénateur pour le Développement urbain et l'Environnement | Axel Gedaschko          |                                       | CDU   |
| Sénateur pour l'Économie et le Travail |                         | Gunnar Uldall                         | CDU   |
| Sénateur pour la Science et la Santé Sénateur pour la Science et la Recherche (01.05.2006)                                                                                       |                         | Jörg Dräger                           | Sans  |
| Sénateur pour les Finances |                         | Wolfgang Peiner (jusqu'au 31.12.2006) | CDU   |
| Sénateur pour les Finances | Michael Freytag         |                                       | CDU   |
| Sénateur pour la Justice |                         | Roger Kusch (jusqu'au 28.03.2006)     | CDU   |
| Sénateur pour la Justice | Carsten-Ludwig Lüdemann |                                       | CDU   |
| Sénatrice pour la Culture |                         | Karin von Welck                       | Sans  |